# Älvsåkers socken
Älvsåkers socken i Halland ingick i Fjäre härad, uppgick 1969 i Kungsbacka stad och området ingår sedan 1971 i Kungsbacka kommun och motsvarar från 2016 Älvsåkers distrikt.
Socknens areal är 46,09 kvadratkilometer, varav 44,26 land. År 2000 fanns här 3 012 invånare. Tätorten Hjälmared och en del av Anneberg samt kyrkbyn Älvsåker med sockenkyrkan Älvsåkers kyrka ligger i socknen.  

## Administrativ historik
Älvsåkers socken har medeltida ursprung.
Vid kommunreformen 1862 övergick socknens ansvar för de kyrkliga frågorna till Älvsåkers församling och för de borgerliga frågorna till Älvsåkers landskommun. Landskommunen uppgick 1952 i Tölö landskommun som sedan 1969 uppgick i Kungsbacka stad som 1971 ombildades till Kungsbacka kommun.
1 januari 2016 inrättades distriktet Älvsåker, med samma omfattning som församlingen hade 1999/2000.  
Socknen har tillhört fögderier och domsagor enligt Fjäre härad. De indelta båtsmännen tillhörde Norra Hallands första båtsmanskompani.

## Geografi
Älvsåkers socken ligger nordost om Kungsbacka kring Kungsbackaåns biflod Lillån drygt en mil i östnordöstlig riktning. Socknen har dalgångsbygd utmed åarna omgiven av bergig skogsbygd. Största insjö är Stora Djursjön som delas med Lindome socken i Mölndals kommun.

## Näringar
Förutom folkets naturliga livsuppehälle i form av jordbruk så har skogsbruk präglat socknen sedan urminnes tider.  Allt ifrån timmer till Fjäre härads bondeseglares båtbyggnation på 1600-talet, via möbeltillverkning på 1800-talet till dagens trähustillverkning (A-hus), som länge har varit socknens största arbetsplats.
Liesmide var kännetecknande för Älvsåker under 1700- och 1800-talen. Träindustrin dominerade på 1900-talet. Numera är det hästgårdarna som överväger i socknen. Det fanns år 2014 endast en mjölkproducerande gård kvar.
Kvarn fanns i socknen 1960 så att även utsocknes bönder kunde få sin säd mald. Numera är ingen kvarn i bruk.

## Kommunikationer
Kommunikationerna har förändrats kraftigt. På 1960-talet slutade tågen stanna vid järnvägsstationen. Nu finns pendeltåg på dubbelspår mellan Kungsbacka och Göteborg som i båda riktningarna stannar varje kvart vid Annebergs station i rusningstid.
Likaså har genomfartsbiltrafiken flyttats under den gångna femtioårsperioden. På 1960-talet gick rikstvåan från Trelleborg till Svinesund genom socknen. Nu löper motsvarande E6/E20 motorväg långt väster om socknen och gamla rikstvåan tjänstgör som matarled norr- och söderut mot motorvägens trafikplatser.

## Älvsåkers hembygdsgille
Älvsåkers Hembygdsgille bildades i april 1975, och det var då det sista av de 13 gillen som ingår i Nordhallands Hembygdsförening. Gillet samlar in uppgifter och dokumenterar bygdens historia och vad som sker i nutiden i bygden.
Gillet erhöll genom donation Lindströmsgården 1977. Sedan 1600-talet har gården innehafts av samma släkt.  Gården är sedan 1977 centralpunkt för gillets verksamhet. Det är en gammal kringbyggd gård med portlider och stensatt gårdsplan som ligger i Lerbergs by, mitt emellan Annebergs station och Älvsåkers kyrka.

## Fornlämningar
Från stenåldern finns cirka 30 boplatser och en hällkista och från bronsåldern spridda gravrösen. Från järnåldern finns tre gravfält och spridda stensättningar och domarringar.

## Namnet
Namnet (1461 Elzhager) kommer från den tidigare kyrkbyn. Förleden tycks innehålla mansnamnet Elef. Efterleden är åker.
Före 1902 skrevs namnet även Elfsåkers socken.

## Befolkningsutveckling
| Befolkningsutvecklingen i Älvsåkers socken 1750–1990                                                    | Befolkningsutvecklingen i Älvsåkers socken 1750–1990 | Befolkningsutvecklingen i Älvsåkers socken 1750–1990 | Befolkningsutvecklingen i Älvsåkers socken 1750–1990 | Befolkningsutvecklingen i Älvsåkers socken 1750–1990 |
| --- | ---------------------------------------------------- | ---------------------------------------------------- | ---------------------------------------------------- | ---------------------------------------------------- |
| |                                                      |                                                      |                                                      |                                                      |
| År |                                                      |                                                      | Folkmängd                                            |                                                      |
| 1750 | 1750                                                 |                                                      | 610                                                  |                                                      |
| 1760 | 1760                                                 |                                                      | 635                                                  |                                                      |
| 1769 | 1769                                                 |                                                      | 612                                                  |                                                      |
| 1790 | 1790                                                 |                                                      | 724                                                  |                                                      |
| 1810 | 1810                                                 |                                                      | 735                                                  |                                                      |
| 1820 | 1820                                                 |                                                      | 796                                                  |                                                      |
| 1830 | 1830                                                 |                                                      | 922                                                  |                                                      |
| 1840 | 1840                                                 |                                                      | 920                                                  |                                                      |
| 1850 | 1850                                                 |                                                      | 1 160                                                |                                                      |
| 1860 | 1860                                                 |                                                      | 1 217                                                |                                                      |
| 1870 | 1870                                                 |                                                      | 1 239                                                |                                                      |
| 1880 | 1880                                                 |                                                      | 1 330                                                |                                                      |
| 1890 | 1890                                                 |                                                      | 1 332                                                |                                                      |
| 1900 | 1900                                                 |                                                      | 1 275                                                |                                                      |
| 1910 | 1910                                                 |                                                      | 1 088                                                |                                                      |
| 1920 | 1920                                                 |                                                      | 1 092                                                |                                                      |
| 1930 | 1930                                                 |                                                      | 916                                                  |                                                      |
| 1940 | 1940                                                 |                                                      | 826                                                  |                                                      |
| 1950 | 1950                                                 |                                                      | 870                                                  |                                                      |
| 1960 | 1960                                                 |                                                      | 851                                                  |                                                      |
| 1970 | 1970                                                 |                                                      | 1 378                                                |                                                      |
| 1980 | 1980                                                 |                                                      | 1 470                                                |                                                      |
| 1990 | 1990                                                 |                                                      | 1 774                                                |                                                      |
| Anm: Källor: Umeå universitet - Tabellverket 1749-1859, Demografiska databasen, CEDAR, Umeå universitet |                                                      |                                                      |                                                      |                                                      |